# Morti il 5 marzo
| Questa pagina contiene informazioni ricavate automaticamente dalle voci biografiche con l'ausilio del template Bio e di un bot. L'aggiornamento è periodico e automatico e ricostruisce completamente la pagina. Se manca una persona in questa lista, sei pregato di non aggiungerla, ma accertati piuttosto che la sua voce biografica contenga il template Bio e che i dati anagrafici siano correttamente compilati. Se il template Bio manca, inseriscilo tu stesso o, in alternativa, metti l'avviso {{tmp\|Bio}} che ne segnala la mancanza. Se i dati riportati sono sbagliati, correggi direttamente la voce biografica; le modifiche saranno visibili in questa lista entro pochi giorni. Per chiarimenti vedi il progetto biografie. La lista contiene solo le 535 persone che sono citate nell'enciclopedia e per le quali è stato implementato correttamente il template Bio. Pagina aggiornata al 29 lug 2025. |

## III secolo(1)
- 254 - Papa Lucio I, papa, vescovo e santo romano

## IV secolo(1)
- 309 - Adriano di Cesarea, santo siriano

## V secolo(1)
- 475 - San Gerasimo, abate bizantino

## IX secolo(1)
- 824 - Suppone I, nobile franco

## XI secolo(3)
- 1021 - Arnolfo di Reims, arcivescovo francese
- 1062 - Ibn al-Thumna, condottiero arabo
- 1094 - Giuditta di Fiandra, nobile tedesca (n. 1033)

## XIII secolo(2)
- 1239 - Hermann Balk, cavaliere medievale
- 1279 - Ernst von Ratzeburg, tedesco

## XIV secolo(2)
- 1303 - Daniele di Russia, nobile russo (n. 1261)
- 1319 - Giovanni II del Viennois, nobile francese

## XV secolo(7)
- 1410 - Matteo da Cracovia, cardinale e vescovo cattolico tedesco
- 1412 - Alfonso IV di Ribagorza, nobile (n. 1332)
- 1417 - Manuele III di Trebisonda, imperatore bizantino (n. 1364)
- 1431 - Sant'Orante, monaco cristiano italiano (n. 1400)
- 1484 - Elisabetta di Baviera, principessa (n. 1443)
- 1485 - Cristoforo Macassoli, presbitero italiano
- 1495 - Federico III di Brunswick-Lüneburg, nobile tedesco

## XVI secolo(15)
- 1534 - Correggio, pittore italiano (n. 1489)
- 1535 - Lorenzo Costa, pittore italiano (n. 1460)
- 1539 - Francesco Vettori, ambasciatore italiano (n. 1474)
- 1560 - Pedro Pacheco Ladrón de Guevara, cardinale e vescovo cattolico spagnolo (n. 1488)
- 1561 - Giovanni Carafa, condottiero italiano
- 1564 - Friedrich Staphylus, teologo tedesco (n. 1512)
- 1572 - Giulio Campi, pittore e architetto italiano (n. 1502)
- 1574 - Elena d'Asburgo, austriaca (n. 1543)
- 1574 - Philippe de Noircarmes, politico, militare e nobile francese
- 1576 - Luis de Zúñiga y Requesens, militare, diplomatico e politico spagnolo (n. 1528)
- 1580 - Şemsi Pascià, nobile ottomano
- 1585 - Sebastiano Erizzo, umanista e numismatico italiano (n. 1525)
- 1588 - Enrico I di Borbone-Condé, principe (n. 1552)
- 1592 - Michael Coxcie, pittore fiammingo (n. 1499)
- 1592 - Gerolamo Ragazzoni, vescovo cattolico e umanista italiano (n. 1536)

## XVII secolo(13)
- 1603 - Ferrante Fornari, giurista italiano (n. 1533)
- 1609 - Francesco Calzolari, farmacista e botanico italiano (n. 1522)
- 1611 - Shimazu Yoshihisa, militare giapponese (n. 1533)
- 1618 - Giovanni Vasa, duca svedese (n. 1589)
- 1620 - Giovanni Francesco Sagredo, nobile italiano (n. 1571)
- 1622 - Ranuccio I Farnese, nobile italiano (n. 1569)
- 1625 - Geremia da Valacchia, religioso italiano (n. 1556)
- 1627 - Bandino Gualfreducci, religioso e umanista italiano (n. 1565)
- 1633 - Satake Yoshinobu, militare giapponese (n. 1570)
- 1644 - Ferrante Pallavicino, scrittore italiano (n. 1615)
- 1660 - Felice Ficherelli, pittore italiano (n. 1605)
- 1690 - Giosuè Janavel, condottiero italiano (n. 1617)
- 1694 - Vittoria della Rovere, nobile italiana (n. 1622)

## XVIII secolo(23)
- 1701 - Richard Coote, I conte di Bellomont, politico irlandese (n. 1636)
- 1709 - Robert De Longe, pittore fiammingo (n. 1646)
- 1712 - Giulio Savelli, III principe di Albano, principe italiano (n. 1626)
- 1717 - Marie Armande de La Trémoille, nobildonna francese (n. 1677)
- 1721 - María de Navas, attrice teatrale italiana (n. 1666)
- 1726 - Evelyn Pierrepont, I duca di Kingston-upon-Hull, politico e nobile inglese
- 1729 - Franz Caspar Schnitger, organaro tedesco (n. 1693)
- 1734 - Giovan Giuseppe della Croce, religioso, santo e francescano italiano (n. 1654)
- 1739 - Giovanni Todone, vescovo cattolico italiano (n. 1662)
- 1744 - Vincenzo Sacco, giurista italiano (n. 1681)
- 1750 - David Schatz, architetto tedesco
- 1762 - Niccola Maria Salerno, poeta e romanziere italiano (n. 1675)
- 1763 - William Smellie, ginecologo scozzese (n. 1697)
- 1770 - Crispus Attucks, patriota statunitense
- 1770 - Gaetano Chiaveri, architetto italiano (n. 1689)
- 1775 - Pierre Laurent Buirette de Belloy, drammaturgo e attore teatrale francese (n. 1727)
- 1778 - Thomas Arne, compositore britannico (n. 1710)
- 1778 - Giovanni Battista Costanzi, compositore e violoncellista italiano (n. 1704)
- 1785 - Joseph Reed, politico statunitense (n. 1741)
- 1790 - Nils Idman, teologo e letterato finlandese (n. 1716)
- 1793 - Matthijsz Nicolaas Aartman, illustratore e pittore olandese (n. 1713)
- 1795 - Josef Reicha, violoncellista e compositore ceco (n. 1752)
- 1796 - Cipriano Gnesotti, religioso e storico italiano (n. 1717)

## XIX secolo(71)
- 1805 - Alessandro Trivulzio, generale, politico e nobile italiano (n. 1773)
- 1806 - Giangrisostomo Tovazzi, religioso, storico e bibliotecario italiano (n. 1731)
- 1814 - Andrej Nikiforovič Voronichin, architetto russo (n. 1759)
- 1815 - Franz Anton Mesmer, medico tedesco (n. 1734)
- 1817 - Jean Joseph Guieu, generale francese (n. 1758)
- 1821 - Placido Bordoni, letterato e storico italiano (n. 1736)
- 1824 - Gaetano Maccà, abate e storico italiano (n. 1740)
- 1826 - Charles Paul Landon, pittore e critico d'arte francese (n. 1760)
- 1827 - Pierre Simon Laplace, matematico, fisico e astronomo francese (n. 1749)
- 1827 - Charles du Houx de Vioménil, generale francese (n. 1734)
- 1827 - Alessandro Volta, chimico e fisico italiano (n. 1745)
- 1829 - John Adams, marinaio britannico (n. 1767)
- 1829 - Antonio Montucci, sinologo, letterato e editore italiano (n. 1762)
- 1830 - Francesco Mengotti, economista e politico italiano (n. 1749)
- 1831 - Giovanni Battista Bernardino Ciravegna, generale italiano (n. 1774)
- 1834 - Leopoldo Cicognara, nobile, storico dell'arte e bibliografo italiano (n. 1767)
- 1839 - Carlotta Napoleona Bonaparte, nobile francese (n. 1802)
- 1840 - George Spencer-Churchill, V duca di Marlborough, nobile e politico inglese (n. 1766)
- 1844 - Antonio Apparuti, artigiano italiano (n. 1797)
- 1845 - Martín Rodríguez, politico argentino (n. 1771)
- 1846 - Raffaele Ala, giurista italiano (n. 1780)
- 1847 - Illarion Vasil'evič Vasil'čikov, politico e generale russo (n. 1776)
- 1848 - Fabio Albertini, diplomatico e patriota italiano (n. 1775)
- 1848 - Taddeo Garzilli, vescovo cattolico italiano (n. 1774)
- 1849 - Mary Mason Lyon, educatrice statunitense (n. 1797)
- 1849 - Alois Josef Schrenk, nobile e arcivescovo cattolico ceco (n. 1802)
- 1851 - Wolfgang Bernhard Fränkel, medico e scrittore tedesco (n. 1795)
- 1852 - Sophie Gay, scrittrice francese (n. 1776)
- 1853 - Michele Bes, generale italiano (n. 1794)
- 1853 - August Kestner, diplomatico e collezionista d'arte tedesco (n. 1777)
- 1856 - Johann Nepomuk von Fuchs, chimico e mineralogista tedesco (n. 1774)
- 1858 - Giuseppe Neroni Cancelli, politico italiano (n. 1784)
- 1859 - Ippolito Cavalcanti, cuoco e letterato italiano (n. 1787)
- 1860 - Alfred de Dreux, pittore francese (n. 1810)
- 1862 - Joseph-Melchior de Livet, politico francese (n. 1806)
- 1863 - Agostino Porrino, ingegnere, militare e politico italiano (n. 1816)
- 1864 - Ermanno di Wied, principe (n. 1814)
- 1865 - Ferdinando Augusto Pinelli, generale, storico e politico italiano (n. 1810)
- 1865 - Cosimo Ridolfi, agronomo e politico italiano (n. 1794)
- 1865 - Heinrich Wilhelm Schott, botanico austriaco (n. 1794)
- 1866 - John Conolly, psichiatra britannico (n. 1794)
- 1867 - Louis Boulanger, pittore, litografo e illustratore francese (n. 1806)
- 1868 - Andrea Corsini, V principe di Sismano, nobile, politico e diplomatico italiano (n. 1804)
- 1868 - Giovanni Grilenzoni, politico, patriota e imprenditore italiano (n. 1796)
- 1870 - Josef Redtenbacher, chimico austriaco (n. 1810)
- 1871 - Carlo Emanuele Quezel, artigiano e patriota italiano (n. 1837)
- 1872 - Cornelius Krieghoff, pittore olandese (n. 1815)
- 1873 - Theodore Charles Hilgard, medico, micologo e botanico tedesco (n. 1828)
- 1875 - Franz Haller von Hallerkeö, generale austriaco (n. 1796)
- 1876 - Marie d'Agoult, scrittrice francese (n. 1805)
- 1876 - Francesco Maria Piave, librettista, traduttore e critico d'arte italiano (n. 1810)
- 1879 - Rosalia von Rauch, contessa tedesca (n. 1820)
- 1885 - Gabriele Buccola, psichiatra e psicologo italiano (n. 1854)
- 1887 - Angelo Grossi, medico, rivoluzionario e politico italiano (n. 1808)
- 1888 - Fedele Fedeli, medico italiano (n. 1812)
- 1888 - Camillo Ferrati, matematico e politico italiano (n. 1822)
- 1890 - Francesco Restelli, politico, patriota e avvocato italiano (n. 1814)
- 1892 - Vincenzo Pugliese Giannone, politico italiano (n. 1819)
- 1893 - Ali bin Sa'id di Zanzibar, sultano (n. 1854)
- 1893 - Charles-Philippe Place, cardinale e arcivescovo cattolico francese (n. 1814)
- 1893 - Hippolyte Taine, filosofo, storico e critico letterario francese (n. 1828)
- 1894 - Federico Schiavoni, geodeta italiano (n. 1810)
- 1895 - Nikolaj Semënovič Leskov, scrittore e giornalista russo (n. 1831)
- 1895 - Henry Creswicke Rawlinson, militare, diplomatico e orientalista inglese (n. 1810)
- 1896 - Hayashi Hiromori, compositore giapponese (n. 1831)
- 1896 - Henry Whitehead, prete e epidemiologo inglese (n. 1825)
- 1897 - Piero Donnini, politico italiano (n. 1842)
- 1897 - Luigi di Borbone-Due Sicilie, principe italiano (n. 1824)
- 1899 - Johann Otto Boeckeler, botanico e farmacista tedesco (n. 1803)
- 1900 - Emmanuel Liais, astronomo, esploratore e botanico francese (n. 1826)
- 1900 - Antonio Maria Saeli, vescovo cattolico italiano (n. 1833)

## XX secolo(256)
- 1901 - Luigia Bendazzi, soprano italiano (n. 1829)
- 1901 - Ermogene Gnocchi, patriota italiano (n. 1819)
- 1901 - Giuseppe Poggi, architetto e ingegnere italiano (n. 1811)
- 1901 - Bir Shamsher Jang Bahadur Rana, politico nepalese (n. 1852)
- 1903 - Filippo Silvestro Giulianotti, scultore italiano (n. 1851)
- 1903 - Gaston Paris, filologo e medievista francese (n. 1839)
- 1904 - Alfred von Waldersee, generale tedesco (n. 1832)
- 1906 - Mattia Vicario, vescovo cattolico italiano (n. 1849)
- 1906 - Jessie White, patriota, scrittrice e filantropa britannica (n. 1832)
- 1907 - Friedrich Blass, filologo classico e grecista tedesco (n. 1843)
- 1909 - Francesco Lagomarsino, predicatore italiano (n. 1823)
- 1909 - Elijah Myers, architetto statunitense (n. 1832)
- 1912 - Luigi Valenti Serini, politico italiano
- 1913 - Angelo De Vincenti, medico italiano (n. 1848)
- 1913 - Luigi Hugues, geografo e compositore italiano (n. 1836)
- 1914 - Georgij Jakovlevič Sedov, navigatore, esploratore e cartografo russo (n. 1877)
- 1915 - Henri Doucet, disegnatore e pittore francese (n. 1883)
- 1915 - Nicola Polvere, politico italiano (n. 1833)
- 1917 - Manuel de Arriaga, politico portoghese (n. 1840)
- 1918 - Emma Perodi, giornalista e scrittrice italiana (n. 1850)
- 1918 - Abdón Porte, calciatore uruguaiano (n. 1893)
- 1918 - Fritz Schulz, calciatore tedesco (n. 1886)
- 1918 - Domenico Serafini, cardinale e arcivescovo cattolico italiano (n. 1852)
- 1918 - Giovanni Tabacchi, militare e politico italiano (n. 1838)
- 1919 - Carlo Carignani, compositore e direttore d'orchestra italiano (n. 1857)
- 1919 - George Cunningham, medico, odontoiatra e esperantista britannico (n. 1852)
- 1919 - Frances Anne Hopkins, pittrice britannica (n. 1838)
- 1919 - Ernest von Koerber, politico austriaco (n. 1850)
- 1920 - Alfonso Barinetti, avvocato e politico italiano (n. 1854)
- 1923 - Charles Joseph Beauverie, pittore, incisore e illustratore francese (n. 1839)
- 1923 - Dora Pejačević, compositrice croata (n. 1885)
- 1925 - Clément Ader, ingegnere, inventore e pioniere dell'aviazione francese (n. 1841)
- 1925 - Johan Jensen, matematico e ingegnere danese (n. 1859)
- 1925 - Fabrizio Plutino, prefetto, patriota e politico italiano (n. 1837)
- 1925 - Michel Verne, scrittore francese (n. 1861)
- 1927 - Franz Mertens, matematico polacco (n. 1840)
- 1928 - Girolamo Coffari, imprenditore e politico italiano (n. 1843)
- 1928 - Lidia Quaranta, attrice italiana (n. 1891)
- 1929 - Marco Belli, presbitero e letterato italiano (n. 1857)
- 1929 - David Dunbar Buick, imprenditore scozzese (n. 1854)
- 1929 - Francesco Paolo Michetti, pittore, fotografo e politico italiano (n. 1851)
- 1930 - Antonio Fradeletto, politico italiano (n. 1858)
- 1930 - Lyman Hine, bobbista statunitense (n. 1888)
- 1930 - Christine Ladd-Franklin, psicologa, logica e matematica statunitense (n. 1847)
- 1931 - Harry Dunlop, ingegnere britannico (n. 1876)
- 1931 - Dick Roberts, calciatore inglese (n. 1878)
- 1932 - Zéphirin Camélinat, operaio e politico francese (n. 1840)
- 1932 - Peder Kolstad, politico norvegese (n. 1878)
- 1932 - Jan Thorn Prikker, pittore olandese (n. 1868)
- 1933 - Theodor Zahn, teologo e biblista tedesco (n. 1838)
- 1935 - Ada Mangilli, pittrice italiana (n. 1862)
- 1936 - Henry Petty-Fitzmaurice, VI marchese di Lansdowne, militare e politico britannico (n. 1872)
- 1937 - Giorgio Zucchelli, militare italiano (n. 1908)
- 1938 - Edward Mechling, mezzofondista statunitense (n. 1878)
- 1938 - Henry Joseph O'Leary, arcivescovo cattolico canadese (n. 1879)
- 1939 - Amando Bahlmann, vescovo cattolico tedesco (n. 1862)
- 1939 - Moses Gaster, linguista e rabbino rumeno (n. 1856)
- 1939 - John Garibaldi Sargent, politico e statistico statunitense (n. 1860)
- 1940 - Cai Yuanpei, filosofo, politico e esperantista cinese (n. 1868)
- 1940 - Maxine Elliott, attrice, manager e direttrice teatrale statunitense (n. 1868)
- 1940 - Toyoji Takahashi, calciatore giapponese (n. 1915)
- 1941 - Enrichetta Carafa Capecelatro, poetessa, scrittrice e traduttrice italiana (n. 1863)
- 1941 - Leslie T. Peacocke, sceneggiatore, regista e attore statunitense (n. 1869)
- 1942 - Hermann Gramlich, calciatore tedesco (n. 1913)
- 1942 - Dmitrij Pavlovič Romanov, nobile russo (n. 1891)
- 1943 - Josef Bergmaier, calciatore tedesco (n. 1909)
- 1943 - Louis Treumann, tenore austriaco (n. 1872)
- 1944 - Pasquale Binazzi, pubblicista e anarchico italiano (n. 1873)
- 1944 - Rudolf Harbig, mezzofondista e velocista tedesco (n. 1913)
- 1944 - Max Jacob, poeta, pittore e scrittore francese (n. 1876)
- 1944 - Arrigo Solmi, storico e giurista italiano (n. 1873)
- 1945 - Lena Baker, statunitense (n. 1900)
- 1945 - Ferenc Holubán, lottatore e sollevatore ungherese (n. 1887)
- 1945 - Nicola Maldacea, attore, comico e cantante italiano (n. 1870)
- 1945 - Hans Petri, generale tedesco (n. 1877)
- 1945 - Edgar Puaud, ufficiale francese (n. 1889)
- 1945 - Ernst von Harnack, politico tedesco (n. 1888)
- 1946 - Enrico Calandra, critico d'arte, storico dell'arte e storico dell'architettura italiano (n. 1877)
- 1946 - Eugène Sartory, archettaio francese (n. 1871)
- 1947 - Alfredo Casella, compositore, pianista e direttore d'orchestra italiano (n. 1883)
- 1947 - Rudolf Leip, calciatore tedesco (n. 1890)
- 1947 - Carl Mannich, chimico tedesco (n. 1877)
- 1947 - Fritz Neidholdt, militare tedesco (n. 1887)
- 1948 - Behiye Sultan, principessa ottomana (n. 1881)
- 1948 - Paolo Trinchera, regista e produttore cinematografico italiano (n. 1889)
- 1950 - Sid Grauman, imprenditore e attore statunitense (n. 1879)
- 1950 - Robert King, calciatore inglese (n. 1862)
- 1950 - Edgar Lee Masters, poeta, scrittore e avvocato statunitense (n. 1868)
- 1950 - Jean Sauvaget, orientalista e storico francese (n. 1901)
- 1950 - Roman Šuchevyč, militare ucraino (n. 1907)
- 1951 - Jiří Karásek ze Lvovic, poeta, scrittore e critico letterario ceco (n. 1871)
- 1951 - Giuseppe Lipparini, critico letterario, poeta e scrittore italiano (n. 1877)
- 1951 - Pëtr Zakovorot, schermidore ucraino (n. 1871)
- 1952 - Enrico Capris, calciatore italiano (n. 1893)
- 1952 - Vladimir Vladimirovič Ščerbačëv, compositore sovietico (n. 1889)
- 1953 - Daniel Fortea, chitarrista spagnolo (n. 1878)
- 1953 - Adolfo Levier, pittore italiano (n. 1873)
- 1953 - Mark Liburkin, compositore di scacchi sovietico (n. 1910)
- 1953 - Herman J. Mankiewicz, sceneggiatore, giornalista e critico teatrale statunitense (n. 1897)
- 1953 - Sergej Sergeevič Prokof'ev, compositore, direttore d'orchestra e pianista russo (n. 1891)
- 1953 - Iosif Stalin, rivoluzionario, politico e militare sovietico (n. 1878)
- 1954 - Ernst von Hohenberg, nobile austriaco (n. 1904)
- 1954 - Kunio Kishida, scrittore giapponese (n. 1890)
- 1954 - Georg Tengwall, velista svedese (n. 1896)
- 1955 - Antanas Merkys, politico lituano (n. 1887)
- 1955 - Hortensia Papadat-Bengescu, scrittrice romena (n. 1876)
- 1955 - Antonio Zanella, partigiano, artigiano e allevatore italiano (n. 1887)
- 1956 - Annibale Ajmone Marsan, imprenditore, dirigente sportivo e calciatore italiano (n. 1888)
- 1956 - Giulio Bergmann, politico italiano (n. 1881)
- 1957 - Karl Hanisch, schermidore austriaco (n. 1900)
- 1957 - William Cameron Menzies, scenografo, regista e produttore cinematografico statunitense (n. 1896)
- 1958 - Harold Smith, tuffatore statunitense (n. 1909)
- 1958 - George Wadsworth, diplomatico statunitense (n. 1893)
- 1959 - Alf Blütecher, attore norvegese (n. 1880)
- 1961 - Kjeld Abell, drammaturgo, scenografo e regista teatrale danese (n. 1901)
- 1961 - Hilary Jenkinson, archivista britannico (n. 1882)
- 1961 - Fritiof Svensson, lottatore svedese (n. 1896)
- 1961 - Ferdinand Werner, politico e storico tedesco (n. 1876)
- 1962 - Libero Liberati, pilota motociclistico italiano (n. 1926)
- 1963 - Franco Brenni, avvocato, notaio e ambasciatore svizzero (n. 1897)
- 1963 - Patsy Cline, cantante e compositrice statunitense (n. 1932)
- 1963 - Ahmed Lutfi al-Sayyed, politico, diplomatico e attivista egiziano (n. 1872)
- 1963 - Giuseppe Manzelli, militare e partigiano italiano (n. 1894)
- 1963 - Cyril Smith, attore scozzese (n. 1892)
- 1964 - Domenico Leoni, fantino italiano (n. 1876)
- 1964 - Pippo Rizzo, pittore e scultore italiano (n. 1897)
- 1965 - Salvador Castaneda Castro, generale e politico salvadoregno (n. 1888)
- 1965 - Jaque Catelain, attore francese (n. 1897)
- 1965 - Chen Cheng, politico e generale cinese (n. 1897)
- 1965 - Johann von Leers, militare, politico e esoterista tedesco (n. 1902)
- 1966 - Anna Andreevna Achmatova, poetessa russa (n. 1889)
- 1967 - Misha Auer, attore russo (n. 1905)
- 1967 - Ernest Clère, calciatore francese (n. 1897)
- 1967 - Art Langley, hockeista su ghiaccio statunitense (n. 1896)
- 1967 - Georges Vanier, generale, diplomatico e politico canadese (n. 1888)
- 1968 - Syd Nathan, produttore discografico statunitense (n. 1904)
- 1969 - Mauro Angioni, giurista e politico italiano (n. 1880)
- 1969 - Marcello Boldrini, statistico, politico e dirigente pubblico italiano (n. 1890)
- 1969 - Jo van Gastel, arciere olandese (n. 1887)
- 1969 - Martin Hindorff, velista svedese (n. 1897)
- 1969 - Alexander Werth, scrittore e giornalista russo (n. 1901)
- 1970 - Alfonso Bialetti, inventore, imprenditore e operaio italiano (n. 1888)
- 1970 - Josef Rupert Geiselmann, presbitero e teologo tedesco (n. 1890)
- 1970 - Seien Shima, pittrice giapponese (n. 1892)
- 1970 - Josef Weber, calciatore tedesco (n. 1898)
- 1971 - Jean Grenier, filosofo e scrittore francese (n. 1898)
- 1971 - Winnie Lightner, attrice e cantante statunitense (n. 1899)
- 1971 - Allan Nevins, storico e giornalista statunitense (n. 1890)
- 1972 - Jimmy Douglas, calciatore statunitense (n. 1898)
- 1973 - Rupert Crosse, attore statunitense (n. 1927)
- 1973 - Michael Jeffery, imprenditore britannico (n. 1933)
- 1973 - Paul Kletzki, compositore e direttore d'orchestra polacco (n. 1900)
- 1973 - Vilém König, calciatore cecoslovacco (n. 1903)
- 1973 - Helmut Körnig, velocista tedesco (n. 1905)
- 1973 - Robert C. O'Brien, scrittore e giornalista statunitense (n. 1918)
- 1974 - Pëtr Anochin, fisiologo sovietico (n. 1898)
- 1974 - Billy De Wolfe, attore statunitense (n. 1907)
- 1974 - Sol Hurok, impresario teatrale russo (n. 1888)
- 1974 - Wally Kinnear, canottiere britannico (n. 1880)
- 1974 - Knudåge Riisager, compositore danese (n. 1897)
- 1974 - Paul Wyss, calciatore svizzero (n. 1891)
- 1975 - Emma Calderini, costumista e storica italiana (n. 1899)
- 1975 - Fifi Young, attrice indonesiana (n. 1915)
- 1975 - Emilio Lussu, scrittore, militare e politico italiano (n. 1890)
- 1975 - Henri Piérard, missionario e vescovo cattolico belga (n. 1893)
- 1976 - Enrico Bartoletti, arcivescovo cattolico italiano (n. 1916)
- 1976 - Otto Tief, politico e avvocato estone (n. 1889)
- 1977 - Albert Andersson, ginnasta, multiplista e ostacolista svedese (n. 1902)
- 1977 - Giacinto Giubasso, calciatore italiano (n. 1906)
- 1977 - Tom Pryce, pilota automobilistico britannico (n. 1949)
- 1978 - Cesare Andrea Bixio, compositore italiano (n. 1896)
- 1978 - Toshiko Higashikuni, principessa giapponese (n. 1896)
- 1978 - Adolf Metzner, velocista tedesco (n. 1910)
- 1978 - Angelo D'Agostino, politico italiano (n. 1907)
- 1979 - Polidoro Benveduti, bibliotecario, archivista e ceramista italiano (n. 1891)
- 1979 - Leland John Haworth, fisico statunitense (n. 1904)
- 1980 - Wilhelm Hoegner, giudice e politico tedesco (n. 1887)
- 1980 - Marc Edmund Jones, scrittore, sceneggiatore e astrologo statunitense (n. 1888)
- 1980 - Gennaro Patricolo, politico e giornalista italiano (n. 1904)
- 1980 - Jay Silverheels, attore canadese (n. 1912)
- 1980 - Winifred Wagner, britannica (n. 1897)
- 1980 - Karl Weilenmann, calciatore svizzero (n. 1886)
- 1981 - Brenda De Banzie, attrice britannica (n. 1909)
- 1981 - Enrico Gras, regista e sceneggiatore italiano (n. 1919)
- 1981 - Yip Harburg, paroliere statunitense (n. 1896)
- 1981 - Paul Hörbiger, attore austriaco (n. 1894)
- 1981 - Sergio Musmeci, ingegnere italiano (n. 1926)
- 1982 - John Belushi, attore, cantante e comico statunitense (n. 1949)
- 1982 - Heinz Heck, zoologo e biologo tedesco (n. 1894)
- 1982 - Salah Nasr al-Nagumi, politico e militare egiziano (n. 1920)
- 1982 - Giuseppe Porelli, attore italiano (n. 1897)
- 1983 - Ruggero Giovannini, fumettista, illustratore e pittore italiano (n. 1922)
- 1984 - Alfredo Alfani, politico italiano (n. 1938)
- 1984 - Piercarlo Beretta, imprenditore e dirigente sportivo italiano (n. 1908)
- 1984 - Arthur Bernard, calciatore lussemburghese (n. 1915)
- 1984 - Tito Gobbi, baritono, attore e regista italiano (n. 1913)
- 1984 - Just Göbel, calciatore olandese (n. 1891)
- 1984 - William Powell, attore statunitense (n. 1892)
- 1985 - Umberto Ilariuzzi, partigiano e sindacalista italiano (n. 1908)
- 1985 - Thomas Little, scenografo statunitense (n. 1886)
- 1985 - Umberto Pasquale, religioso e letterato italiano (n. 1906)
- 1985 - Oskar Ritter, calciatore tedesco (n. 1901)
- 1985 - Cyril Stiles, canottiere neozelandese (n. 1904)
- 1986 - Wanda Bontà, scrittrice e giornalista italiana (n. 1902)
- 1986 - Emilio Clauser, matematico e fisico italiano (n. 1917)
- 1986 - George Nelson, designer, grafico e architetto statunitense (n. 1908)
- 1987 - Ludwig Apfelbeck, ingegnere austriaco (n. 1903)
- 1987 - Georges Arnaud, scrittore, giornalista e drammaturgo francese (n. 1917)
- 1988 - Pietro Bacchini, allenatore di calcio e calciatore italiano (n. 1927)
- 1988 - Renzo Bompani, imprenditore e dirigente sportivo italiano (n. 1919)
- 1988 - Franco Lionello, cantante italiano (n. 1946)
- 1988 - János Németh, pallanuotista ungherese (n. 1906)
- 1990 - Edmund Conen, allenatore di calcio e calciatore tedesco (n. 1914)
- 1990 - Raoul Maria De Angelis, scrittore, giornalista e pittore italiano (n. 1908)
- 1990 - Timothy Mason, storico britannico (n. 1940)
- 1990 - Gary Merrill, attore statunitense (n. 1915)
- 1990 - Gina Pane, performance artist francese (n. 1939)
- 1990 - Albano Pereira, calciatore portoghese (n. 1922)
- 1990 - Karel Thijs, ciclista su strada belga (n. 1918)
- 1992 - Eduardo Airaldi Rivarola, cestista, allenatore di pallacanestro e arbitro di pallacanestro peruviano (n. 1922)
- 1992 - Raymond Barbeau, scrittore e attivista canadese (n. 1930)
- 1992 - Karin Hardt, attrice tedesca (n. 1910)
- 1992 - Giuseppe Olmo, ciclista su strada, pistard e imprenditore italiano (n. 1911)
- 1992 - Salwa Salem, scrittrice e attivista palestinese (n. 1940)
- 1993 - Hans Christian Blech, attore tedesco (n. 1915)
- 1993 - Cyril Collard, scrittore, regista e attore francese (n. 1957)
- 1993 - Herschel Daugherty, regista e attore statunitense (n. 1910)
- 1993 - Mac Speedie, giocatore di football americano statunitense (n. 1920)
- 1994 - Jan Dobraczyński, scrittore e giornalista polacco (n. 1910)
- 1994 - Roberto Magari, matematico e logico italiano (n. 1934)
- 1994 - Eunice Murray, scrittrice statunitense (n. 1902)
- 1994 - Theodor Penners, storico e archivista tedesco (n. 1912)
- 1994 - Alex Perolli, calciatore e allenatore di calcio albanese (n. 1923)
- 1994 - ʿAbd Allāh al-Sallāl, generale e politico yemenita (n. 1917)
- 1995 - Gregg Hansford, pilota motociclistico australiano (n. 1952)
- 1995 - Michele Moretti, partigiano, sindacalista e calciatore italiano (n. 1908)
- 1995 - Mario Roffi, politico e letterato italiano (n. 1912)
- 1995 - Vivian Stanshall, cantante, pittore e poeta britannico (n. 1943)
- 1996 - Whit Bissell, attore statunitense (n. 1909)
- 1996 - Robert Folz, medievista francese (n. 1910)
- 1996 - Galina Kravčenko, attrice sovietica (n. 1905)
- 1996 - José Santacruz Londoño, criminale colombiano (n. 1943)
- 1996 - Girolamo Sotgiu, storico, sindacalista e politico italiano (n. 1915)
- 1997 - Giovanni Bonfiglio, judoka e karateka italiano (n. 1913)
- 1997 - Frank Brennan, allenatore di calcio e calciatore scozzese (n. 1924)
- 1997 - Jean Dréville, regista francese (n. 1906)
- 1997 - Clario Onesti, pittore, fumettista e incisore italiano (n. 1921)
- 1997 - Dario Puccini, ispanista, traduttore e critico letterario italiano (n. 1921)
- 1998 - Maria Basaglia, traduttrice, sceneggiatrice e regista italiana (n. 1912)
- 1998 - Egle Renata Trincanato, architetta italiana (n. 1910)
- 1998 - Donald Woods, attore canadese (n. 1906)
- 1999 - Walter Diggelmann, ciclista su strada e pistard svizzero (n. 1915)
- 1999 - Richard Kiley, attore statunitense (n. 1922)
- 2000 - Lolo Ferrari, attrice, attrice pornografica e ballerina francese (n. 1963)
- 2000 - Roma Mitchell, politica, avvocato e giurista australiana (n. 1913)
- 2000 - Daniel Yanofsky, scacchista e avvocato canadese (n. 1925)

## XXI secolo(138)
- 2001 - Frans De Mulder, ciclista su strada belga (n. 1937)
- 2001 - János Páder, allenatore di pallacanestro ungherese (n. 1926)
- 2002 - Rinaldo Canna, politico italiano (n. 1926)
- 2002 - Yaakov Orland, poeta, drammaturgo e paroliere israeliano (n. 1914)
- 2002 - Kai Outa, sollevatore finlandese (n. 1930)
- 2003 - Fedora Barbieri, mezzosoprano italiano (n. 1920)
- 2003 - Domenico De Giorgio, storico italiano (n. 1908)
- 2003 - Fausto Vigevani, politico e sindacalista italiano (n. 1939)
- 2004 - Carlos Julio Arosemena Monroy, politico ecuadoriano (n. 1919)
- 2004 - Nicholas Carmen Dattilo, vescovo cattolico statunitense (n. 1932)
- 2004 - Walt Gorney, attore austriaco (n. 1912)
- 2004 - Janice Knowlton, cantante, ballerina e scrittrice statunitense (n. 1937)
- 2004 - Roberto Lerici, allenatore di calcio e calciatore italiano (n. 1924)
- 2004 - Maurizio Menegon, politico italiano (n. 1945)
- 2004 - Joan Riudavets Moll, supercentenario spagnolo (n. 1889)
- 2004 - Masanori Tokita, calciatore giapponese (n. 1925)
- 2005 - George Worsley Adamson, disegnatore, illustratore e incisore statunitense (n. 1913)
- 2005 - Giuliana Cini, fisica italiana (n. 1930)
- 2005 - Sergiu Comissiona, direttore d'orchestra e violinista rumeno (n. 1928)
- 2005 - Morris Engel, fotografo e regista statunitense (n. 1918)
- 2005 - Hans-Werner Seher, pallanuotista tedesco (n. 1929)
- 2006 - Milan Babić, politico serbo (n. 1956)
- 2006 - Alberto Emiliozzi, ciclista su strada italiano (n. 1930)
- 2006 - Richard Kuklinski, mafioso e serial killer statunitense (n. 1935)
- 2006 - Roman Ogaza, calciatore polacco (n. 1952)
- 2006 - John Joseph Paul, vescovo cattolico statunitense (n. 1918)
- 2006 - Donato Squicciarini, arcivescovo cattolico italiano (n. 1927)
- 2007 - Yvan Delporte, fumettista e editore belga (n. 1928)
- 2007 - Enelio Franzoni, presbitero e militare italiano (n. 1913)
- 2007 - Ivan Supek, fisico, filosofo e scrittore croato (n. 1915)
- 2008 - Richard Gottinger, calciatore tedesco (n. 1926)
- 2008 - Elfriede Kaun, altista tedesca (n. 1914)
- 2008 - Gastone Mojaisky Perrelli, arcivescovo cattolico italiano (n. 1914)
- 2008 - Joseph Weizenbaum, informatico tedesco (n. 1923)
- 2009 - Valerij Brošin, allenatore di calcio e calciatore turkmeno (n. 1962)
- 2009 - Vincenzo Tusa, archeologo italiano (n. 1920)
- 2010 - Obaidullah Akhund, politico e guerrigliero afghano (n. 1968)
- 2010 - Philip Langridge, tenore inglese (n. 1939)
- 2010 - Charles B. Pierce, regista, sceneggiatore e produttore cinematografico statunitense (n. 1938)
- 2010 - Alberto Ronchey, giornalista, saggista e politico italiano (n. 1926)
- 2010 - Peter Woodcock, serial killer canadese (n. 1939)
- 2011 - Mario Coppola, fisico italiano (n. 1937)
- 2011 - Alberto Granado, biologo e scrittore argentino (n. 1922)
- 2011 - Oswald Georg Hirmer, vescovo cattolico e missionario tedesco (n. 1930)
- 2011 - Galina Koževnikova, storica e giornalista russa (n. 1974)
- 2011 - Viktor Vorošilov, calciatore sovietico (n. 1926)
- 2012 - Ando Gilardi, fotografo, giornalista e storico italiano (n. 1921)
- 2012 - William Heirens, serial killer statunitense (n. 1928)
- 2012 - Marian Kuszewski, schermidore polacco (n. 1933)
- 2013 - Paul Bearer, dirigente sportivo statunitense (n. 1954)
- 2013 - Adelia Casari, partigiana italiana (n. 1919)
- 2013 - Hugo Chávez, politico e militare venezuelano (n. 1954)
- 2013 - Calvin Fowler, cestista statunitense (n. 1940)
- 2013 - Duane Gish, biochimico statunitense (n. 1921)
- 2013 - Wilfried Knight, attore pornografico francese (n. 1975)
- 2013 - Carlo Lotti, ingegnere italiano (n. 1916)
- 2013 - Gorō Naya, doppiatore e attore giapponese (n. 1929)
- 2013 - Dieter Pfaff, attore tedesco (n. 1947)
- 2014 - Jean-Louis Bertuccelli, regista e sceneggiatore francese (n. 1942)
- 2014 - Daniel Huygens, politico belga (n. 1949)
- 2014 - Scott Kalvert, regista cinematografico statunitense (n. 1964)
- 2015 - Aldo D'Alessio, politico italiano (n. 1928)
- 2015 - Edward Michael Egan, cardinale e arcivescovo cattolico statunitense (n. 1932)
- 2015 - Evelyn Furtsch, velocista statunitense (n. 1914)
- 2015 - Nino Giuffrida, pittore italiano (n. 1924)
- 2015 - Karina Kraushaar, attrice tedesca (n. 1971)
- 2015 - Albert e David Maysles, regista statunitense (n. 1926)
- 2015 - Dirk Shafer, modello e attore statunitense (n. 1962)
- 2016 - Giorgio Ariani, attore, comico e doppiatore italiano (n. 1941)
- 2016 - Miloš Bobocký, cestista cecoslovacco (n. 1922)
- 2016 - Dieter Fischer, calciatore tedesco orientale (n. 1936)
- 2016 - César Héctor González, calciatore e allenatore di calcio argentino (n. 1926)
- 2016 - Even Hansen, calciatore norvegese (n. 1923)
- 2016 - Nikolaus Harnoncourt, direttore d'orchestra, violoncellista e gambista austriaco (n. 1929)
- 2016 - Rafael Squirru, critico d'arte, saggista e poeta argentino (n. 1925)
- 2016 - Ray Tomlinson, programmatore statunitense (n. 1941)
- 2016 - Hasan al-Turabi, politico sudanese (n. 1932)
- 2016 - Al Wistert, giocatore di football americano statunitense (n. 1920)
- 2017 - Anthony Beilenson, politico statunitense (n. 1932)
- 2017 - Thanasīs Christoforou, cestista e allenatore di pallacanestro statunitense (n. 1946)
- 2017 - Agnese De Donato, fotografa, giornalista e gallerista italiana (n. 1927)
- 2017 - Kurt Moll, basso tedesco (n. 1938)
- 2018 - Robert Assaraf, storico marocchino (n. 1936)
- 2018 - Trevor Baylis, inventore inglese (n. 1937)
- 2018 - Abdulla Grimci, compositore e scrittore albanese (n. 1919)
- 2018 - Marc-André Leclerc, alpinista canadese (n. 1992)
- 2018 - Ulla Norden, cantante, conduttrice radiofonica e conduttrice televisiva tedesca (n. 1940)
- 2018 - Clive Sinclair, scrittore britannico (n. 1948)
- 2018 - Hayden White, storico e filosofo statunitense (n. 1928)
- 2019 - Bruno Di Bello, pittore e fotografo italiano (n. 1938)
- 2019 - Jacques Loussier, pianista e compositore francese (n. 1934)
- 2020 - Stephaun Adams, cestista americo-verginiano (n. 1996)
- 2020 - Stanislav Bogdanovič, scacchista ucraino (n. 1993)
- 2020 - Emilio Caprile, calciatore italiano (n. 1928)
- 2020 - André Chéret, fumettista francese (n. 1937)
- 2020 - Susanna Majuri, fotografa finlandese (n. 1978)
- 2020 - Levan Moseshvili, cestista sovietico (n. 1940)
- 2020 - Antonio Permunian, calciatore svizzero (n. 1930)
- 2020 - Jeff Taylor, cestista statunitense (n. 1960)
- 2021 - Vincenzo Affinito, calciatore italiano (n. 1932)
- 2021 - David Bailie, attore sudafricano (n. 1937)
- 2021 - Patrick Dupond, ballerino francese (n. 1959)
- 2021 - Henri Gaudin, architetto francese (n. 1933)
- 2021 - Paolo Moreno, archeologo italiano (n. 1934)
- 2021 - Janet Sawbridge, danzatrice su ghiaccio britannica (n. 1947)
- 2021 - Adelio Terraroli, politico italiano (n. 1931)
- 2021 - Carlo Tognoli, politico e giornalista italiano (n. 1938)
- 2021 - Roy A. Tucker, astronomo statunitense (n. 1951)
- 2022 - Lynda Baron, attrice britannica (n. 1939)
- 2022 - Agostino Cacciavillan, cardinale e arcivescovo cattolico italiano (n. 1926)
- 2022 - Ermanno Capelli, paroliere italiano (n. 1942)
- 2022 - Denis Borisovič Kireev, banchiere e agente segreto ucraino (n. 1977)
- 2022 - Antonio Martino, politico e economista italiano (n. 1942)
- 2022 - Gladys Moisés, politica e avvocata argentina (n. 1961)
- 2022 - Giuseppe Wilson, calciatore e dirigente sportivo italiano (n. 1945)
- 2022 - Vladimir Žoga, militare russo (n. 1993)
- 2023 - Klaus-Michael Bonsack, slittinista tedesco orientale (n. 1941)
- 2023 - Claire Etcherelli, scrittrice francese (n. 1934)
- 2023 - Piero Gilardi, scultore italiano (n. 1942)
- 2023 - Frank Griswold, vescovo anglicano statunitense (n. 1937)
- 2023 - Allan Jay, schermidore britannico (n. 1931)
- 2023 - Franco Massa, imprenditore italiano (n. 1940)
- 2023 - Pierluigi Onorato, politico e magistrato italiano (n. 1938)
- 2023 - Pedro Rodrigues Filho, serial killer brasiliano (n. 1954)
- 2023 - Gary Rossington, musicista e chitarrista statunitense (n. 1951)
- 2023 - Shōzo Sasahara, lottatore giapponese (n. 1929)
- 2024 - Linda Balgord, attrice teatrale e cantante statunitense (n. 1960)
- 2024 - Vadym Hladun, cestista sovietico (n. 1937)
- 2024 - Roberto Leoni, scrittore, sceneggiatore e regista italiano (n. 1940)
- 2024 - Marcello Norberth, fotografo italiano (n. 1937)
- 2024 - Giuseppina Torello, mezzofondista italiana (n. 1943)
- 2025 - Denise Alexander, attrice statunitense (n. 1939)
- 2025 - Pamela Bach, attrice, personaggio televisivo e modella statunitense (n. 1963)
- 2025 - Norberto Huezo, calciatore e allenatore di calcio salvadoregno (n. 1956)
- 2025 - Masatoshi Ozaki, allenatore di pallacanestro giapponese (n. 1931)
- 2025 - Bruno Pizzul, giornalista e telecronista sportivo italiano (n. 1938)
- 2025 - Fred Stolle, tennista australiano (n. 1938)
- 2025 - Sylvester Turner, politico e avvocato statunitense (n. 1954)

## Senza anno specificato(1)
- Willi Lindner, calciatore tedesco (n. 1910)